# Harri Olli
Harri Olli, finski smučarski skakalec, * 15. januar 1985, Rovaniemi, Finska. 
Prvič je v svetovnem pokalu nastopil v sezoni 2002/03 v finskem Kuusamu. Prve točke v svetovnem pokalu je osvojil sezono kasneje na istem prizorišču, kjer je osvojil 23. mesto. Njegova najboljša uvrstitev je 5. mesto iz letalnice v  Vikersunda iz sezone 2006/07. Na svetovnem prvenstvu v Saporu leta 2007 je osvojil srebrno medaljo na veliki skakalnici, za svetovnim prvakom Simonom Ammannom pa je zaostal le 0,2 točke.
Po svetovnem prvenstvu v poletih leta 2008 v Oberstdorfu so ga zaradi nešportnega obnašanja suspendirali od konca sezone 2007/08. Olli se je ekipi priključil šele tri ure pred začetkom drugega tekmovalnega dne, poleg tega pa se je nekulturno obnašal do članov strokovne ekipe. Štirikrat je bil suspendiran iz finske državne reprezentance, zaradi popivanja, ponočevanja in prepirov s člani tekmovalne žirije in vodstvom reprezentance.
Je rekorder skakalnice v Oberstdorfu, s 225.5 metri in sorekorder skakalnice v stara skakalnica Vikersunds 219m.
V sezoni 2008/09 se je Olli umiril in dosegel tudi svojo prvo zmago za svetovni pokal. Zmagal je doslej trikrat.
Harri Olli je končal kariero 25.1.2011. Na prvi tekmi svetovnega pokala v sezoni 2010/11 v Kuusamo je v kvalifikacijah pri daljavi 77m v kamero pokazal svoj sredinec. Po tistem so ga v finski reprezentanci ¨potisnili¨ v B ekipo iz katere se je v ekipo A vrnil v Saporu in osvojil 30 mesto. Naslednji teden se je Olli upokojil zaradi pritiska s strani medijev.

## Dosežki

### Zmage v svetovnem pokalu
| Sezona  | Država/Prizorišče   |
| ------- | ------------------- |
| 2008/09 | Oberstdorf (poleti) |
| 2008/09 | Kuopio              |
| 2008/09 | Planica (poleti)    |